# Kunstakademiets Arkitektskoles Bibliotek
Kunstakademiets Arkitektskoles Bibliotek (forkortet KASB) var et offentligt forskningsbibliotek på Kunstakademiets Arkitektskole fra 2000 – 2011. Biblioteket kaldtes fra 1928 til 2000 for BSA – Bygningsteknisk Studiearkiv / Byggeriets Studiearkiv. KASB dækkede fagområderne arkitektur, byplanlægning, landskabskunst, byggeteknik og design.

## Historie
I 1928 kæmpede arkitektskolens elever i et ungdomsoprør for en modernisering af undervisningen på skolen. Et af deres ønsker var at få adgang til litteratur om moderne arkitektur, teknikker og produktionsmetoder, men Kunstakademiets bibliotek (i dag: Danmarks Kunstbibliotek), hvilket egentlig servicerede arkitektskolen, efterkom ikke dette behov. Derfor oprettete eleverne selv en parallelinstitution og grundlagde Bygningsteknisk Studiearkiv, BSA. I modsætning til Kunstakademiets bibliotek skulle BSA netop fokusere på ”den moderne bygningskunst og på de nye og fremtidige byggeteknikker og materialer”. (Kunstakademiet 1754-2004 s. 431)
I de første år var BSA (delvis) finansieret af elevernes egne midler, men i 1930 blev arkivet overtaget af Kunstakademiet og tilknyttet Kunstakademiets Arkitektskole. Fra 1933 kom BSA på Finansloven og blev et offentligt bibliotek.
I 1983 skiftede BSA navn fra Bygningsteknisk Studiearkiv til Byggeriets Studiearkiv.
BSA blev i år 2000 omdøbt til Kunstakademiets Arkitektskoles Bibliotek (KASB). 
KASB overtog i år 2007 Dansk Byplanlaboratoriums bibliotek på ca. 20.000 bind og ca. 80 forskellige tidsskrifter. Dermed blev KASB det bibliotek i Danmark, som har den væsentligste samling af litteratur på byplanområdet både i relation til bredde og historisk kontekst.
KASB fusionerede i 2011 først med Den Danske Scenekunstskoles Bibliotek og senere samme år med Danmarks Designskoles Bibliotek og Det Konserveringsfaglige Videncenter (KViC) til at danne KADK Biblioteket. På tidspunktet af fusionen havde KASB en bestand af 74.000 bøger og ca. 150 tidsskriftsabonnementer inden for fagområderne arkitektur, byplanlægning, landskabskunst, byggeteknik og design. (Årsrapport 2010).
I 2020 fik biblioteket nyt navn og kom til at hedde Det Kongelige Akademi - Bibliotek.

## Bibliotekets ledere gennem tiden
| 1929 – 1930 | Jens Houmøller Klemmensen     |
| 1930 – 1979 | Dan Fink                      |
| 1979 – 1981 | (Kollektiv ledelse)           |
| 1981 – 1998 | Steen Estvad Petersen         |
| 1998 – 1999 | Flemming Skude                |
| 2000 - 2003 | René Steffensen               |
| 2004 – 2014 | Ditte Jessing                 |
| 2014 – 2015 | Stig Lyngaard Hansen (konst.) |
| 2015 -      | Lise Møller Eriksson          |